# Mohamed Simakan
Mohamed Simakan (Marseille, 3 mei 2000) is een Frans-Guinees voetballer, die doorgaans speelt als centrale verdediger. Hij verruilde RC Strasbourg in juli 2021 voor RB Leipzig en ging in 2024 spelen voor Al-Nassr.

## Clubcarrière
Simakan is een jeugdspeler van Vivaux Marronniers, FC Rouguière, Marseille, JO St Gabriel, Air Bel en RC Strasbourg. Bij die laatste promoveerde Simakan in de zomer van 2019 naar het eerste elftal. Op 25 juli 2019 maakte hij zijn debuut voor het eerste elftal in een kwalificatiewedstrijd van de Europa League. In de thuiswedstrijd tegen Maccabi Haifa speelde Simakan de volledige wedstrijd die eindigde op 3–1. Op 18 augustus 2019 maakte hij zijn debuut in de Ligue 1. In de uitwedstrijd tegen Stade de Reims speelde hij opnieuw de volledige wedstrijd die eindigde op 0–0. Begin december 2019 verlengde Simakan zijn contract tot juni 2023.

## Clubstatistieken
| Seizoen     | Club          | Competitie       | Competitie | Competitie | Competitie | Beker | Beker | Beker | Internationaal | Internationaal | Internationaal | Totaal | Totaal | Totaal |
| Seizoen     | Club          | Competitie       | Wed.       | Dlp.       | Ass.       | Wed.  | Dlp.  | Ass.  | Wed.           | Dlp.           | Ass.           | Wed.   | Dlp.   | Ass.   |
| ----------- | ------------- | ---------------- | ---------- | ---------- | ---------- | ----- | ----- | ----- | -------------- | -------------- | -------------- | ------ | ------ | ------ |
| 2019/20     | RC Strasbourg | Ligue 1          | 19         | 0          | 0          | 1     | 0     | 0     | 5              | 0              | 0              | 25     | 0      | 0      |
| 2020/21     | RC Strasbourg | Ligue 1          | 19         | 1          | 1          | 0     | 0     | 0     | —              | —              | —              | 19     | 1      | 1      |
| Club Totaal | Club Totaal   | Club Totaal      | 38         | 1          | 1          | 1     | 0     | 0     | 5              | 0              | 0              | 44     | 1      | 1      |
| 2021/22     | RB Leipzig    | Bundesliga       | 28         | 1          | 0          | 6     | 0     | 0     | 7              | 0              | 1              | 41     | 1      | 1      |
| 2022/23     | RB Leipzig    | Bundesliga       | 24         | 1          | 1          | 6     | 1     | 4     | 7              | 1              | 3              | 37     | 3      | 8      |
| 2023/24     | RB Leipzig    | Bundesliga       | 32         | 2          | 4          | 3     | 0     | 0     | 7              | 1              | 0              | 42     | 3      | 4      |
| 2024/25     | RB Leipzig    | Bundesliga       | 1          | 0          | 0          | 1     | 0     | 0     | —              | —              | —              | 2      | 0      | 0      |
| Club Totaal | Club Totaal   | Club Totaal      | 85         | 4          | 5          | 16    | 1     | 4     | 21             | 2              | 4              | 122    | 7      | 13     |
| 2024/25     | Al-Nassr      | Saudi Pro League | 16         | 1          | 1          | 2     | 0     | 0     | 6              | 0              | 2              | 24     | 1      | 3      |
| Club Totaal | Club Totaal   | Club Totaal      | 16         | 1          | 1          | 2     | 0     | 0     | 6              | 0              | 2              | 24     | 1      | 3      |
| Totaal      | Totaal        | Totaal           | 139        | 6          | 7          | 19    | 1     | 4     | 32             | 2              | 6              | 190    | 9      | 17     |

Bijgewerkt op 2 november 2011.

## Erelijst
| DFB-Pokal | 2x | 2021/22, 2022/23 |